# Банне (озеро)
Ба́нне (башк. Яҡтыкүл, рос. Ба́нное) — озеро в Башкортостані.
Площа озера — 7,7 км²; площа водозбору — 36,3 км²; довжина — 4170 м, середня ширина — 1880 м; максимальна глибина 28 м, середня — 10,6 м. Озеро розташоване за 45 км на північ від Магнітогорська, в Абзеліловському районі Башкортостану. Озеро тектонічного походження. Береги круті, місцями обривисті, із заходу злегка пологі.
Озеро і його околиці — улюблене місце відпочинку магнітогорців. 
З озера витікає річка Янгелька, права притока річки Урал.
Пам'ятка природи (1965).